# Papouasie-Nouvelle-Guinée aux Jeux paralympiques d'été de 2016
La Papouasie-Nouvelle-Guinée participe aux Jeux paralympiques d'été de 2016 (du 7 au 18 septembre) à Rio de Janeiro. Le pays sera représenté par deux athlètes, prenant part tous deux aux épreuves de sprint en athlétisme.

## Jeux précédents
La Papouasie-Nouvelle-Guinée, indépendante depuis 1975, prend part pour la première fois aux Jeux en 1984, représentée par quatre participants en athlétisme. Elle est ensuite absente jusqu'en 2000, mais prend part à tous les Jeux d'été depuis 2008, toujours avec de très petites délégations. La première et unique médaille paralympique ou olympique du pays est la médaille d'argent remportée par le sprinteur Francis Kompaon lors des Jeux paralympiques d'été de 2008, sur 100 mètres dans la catégorie T46.

## Athlètes engagés

### Athlétisme
Joyleen Jeffrey prend part aux épreuves du 100 mètres et du 200 mètres femmes dans la catégorie T12 (pour athlètes malvoyants). Ce sont ses deuxièmes Jeux, après ceux de 2008. Son compatriote Samuel Nason participe à l'épreuve du 400 mètres hommes dans la catégorie T47 (pour athlètes n'ayant pas l'usage d'un de leurs bras).